# Nord-Odal
Gmina Nord-Odal (norw. Nord-Odal kommune) – norweska gmina leżąca w regionie Hedmark. Jej siedzibą jest miasto Sagstua.
Nord-Odal jest 207. norweską gminą pod względem powierzchni.

## Demografia
Według danych z roku 2005 gminę zamieszkuje 5073 osób. Gęstość zaludnienia wynosi 9,99 os./km². Pod względem zaludnienia Nord-Odal zajmuje 192. miejsce wśród norweskich gmin.
| ludność stan na 1 stycznia 2005 |         |           |       |
|                                 | kobiety | mężczyźni | razem |
| osób                            | 2549    | 2524      | 5073  |
| %                               | 50,25%  | 49,75%    | 100%  |

| wykształcenie stan na 1 października 2004 |        |         |        |        |
|                                           | podst. | średnie | wyższe | niezn. |
| osób                                      | 1594   | 2067    | 457    | 57     |
| %                                         | 38,18% | 49,51%  | 10,95% | 1,37%  |

## Edukacja
Według danych z 1 października 2004:
- liczba szkół podstawowych (norw. grunnskolar): 3
- liczba uczniów szkół podst.: 589

## Władze gminy
Według danych na rok 2011 administratorem gminy (norw. rådmann) jest Yngve Øhrbom, natomiast burmistrzem (norw. ordfører, d. borgermester) jest Asgeir Østli.